# Andrés Rodríguez (jinete)
Andrés Rodríguez (1984-2016) fue un jinete venezolano que compitió en la modalidad de salto ecuestre. Ganó una medalla de plata en los Juegos Panamericanos de 2015, en la prueba individual.

## Palmarés internacional
| Juegos Panamericanos | Juegos Panamericanos | Juegos Panamericanos | Juegos Panamericanos |
| Año                  | Lugar                | Medalla              | Categoría            |
| -------------------- | -------------------- | -------------------- | -------------------- |
| 2015                 | Toronto (Canadá)     | Medalla de plata     | Individual           |